# Nikolaus von und zu Sandizell
Nikolaus Graf von und zu Sandizell (* 20. Januar 1959 in Düsseldorf) befasst sich mit Unterwasserarchäologie und ist Vorstandsvorsitzender von „Arqueonautas Worldwide“.

## Leben
Nikolaus ist der älteste Sohn von Carl Hochbrand Graf von und zu Sandizell (1924–2022) und seiner Ehefrau Irene geb. Rohrer (1937–2011). Zusammen mit seinen beiden jüngeren Geschwistern wuchs er in New York City, Düsseldorf und der Schweiz auf.
Nach einem Tauchurlaub in der Karibik gründete er 1994 in Portugal die Aktiengesellschaft „Arqueonautas Worldwide – Arqueologia Subaquática, S.A.“. Das in den ersten 10 Jahren als kommerzielles Grabungsunternehmen geführte Unternehmen, bestehend aus einem Team von Historikern, Marinearchäologen und Restauratoren, arbeitet vor allem in Entwicklungsländern und birgt unter wissenschaftlichen, kulturhistorischen und wirtschaftlichen Aspekten werthaltige Fracht von historischen Schiffswracks vom Meeresboden. Ein Teil der Ladungen wurden bis 2004 an Museen, private Sammler und Auktionshäuser verkauft; seit 2005 wird die repetitive Fracht nicht mehr kommerzialisiert und die Rettung von Unterwasserkulturgut über Förderungen sowie privat finanziert. 

## Privates
Von 1987 bis 2010 war er mit Cindy Dewiyanti verheiratet und ehelichte 2012 Filipa Veiga de Oliveira, er hat fünf Kinder. Er ist Miteigentümer vom Wasserschloss Sandizell bei Schrobenhausen.